# Tibor Benkő (General)

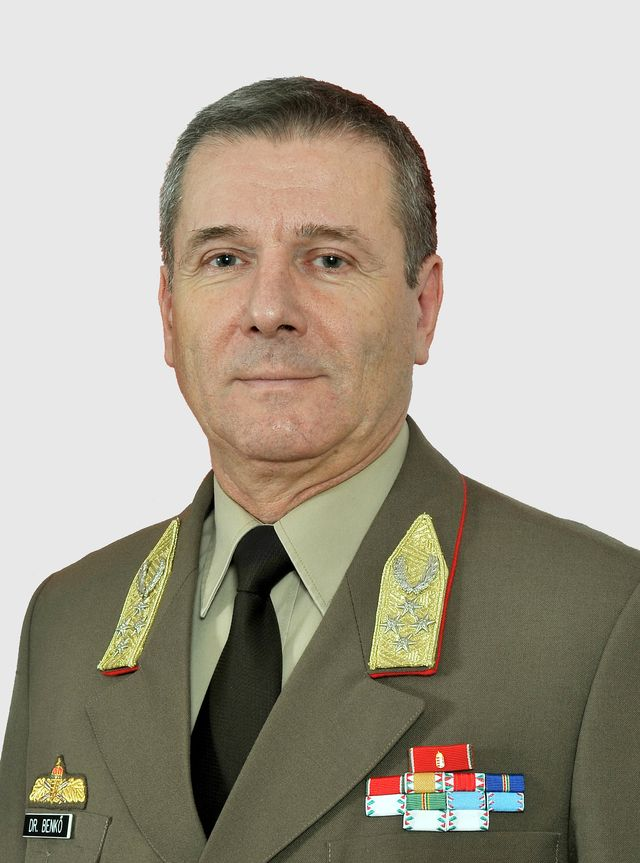
Tibor Benkő

Tibor Benkő (* 16. Oktober 1955 in Nyíregyháza) ist ein ungarischer General, der von 2010 bis 2018 Befehlshaber der Streitkräfte seines Heimatlandes war. Er wurde im Mai 2018 zum Verteidigungsminister des Kabinett Orbán IV ernannt.

## Leben
Tibor Benkő wurde in Nyíregyháza, im Nordosten von Ungarn, geboren. Der General ist verheiratet und Vater von zwei Töchtern. Neben seiner Muttersprache spricht er Englisch und Russisch.

### Militärische Laufbahn
Im Jahr 1975 schloss sich Benkő dem ungarischen Heer an. Nach seiner Ausbildung zum Artillerieoffizier, übernahm er zwischen 1979 und 2005 verschiedene Aufgaben bei der Truppe (u. a. als Regiments- und Brigadekommandeur). Im Zeitraum von 2005 bis 2009 folgten Führungspositionen bei den Landstreitkräften, als Brigadegeneral und später Generalmajor. Von Juni 2010 bis zur Ernennung zum Verteidigungsminister war Benkő der militärische Befehlshaber der ungarischen Streitkräfte.

## Auszeichnungen
|  | Offizier des Ungarischen Verdienstordens |
|  | Commander der Legion of Merit            |
|  | Offizier der Ehrenlegion                 |